# Мартинович, Душан
Душан Мартинович (1 марта 1933, Цетине, Югославия — 2010) — югославский и черногорский библиограф и библиотекарь, доктор исторических наук (1974).

## Биография
Родился 1 марта 1933 года в Цетине. В 1951 году поступил на природно-математический факультет Белградского университета, который он окончил в 1956 году. В 1971 году получил учёную степень магистра. В 1976 году был избран директором Центральной народной библиотеки Черногории, данную должность он занимал вплоть до 1991 года.
Скончался в 2010 году.

## Научные работы
Основные научные работы посвящены истории черногорского книгопечатания и черногорской библиографии. Автор ряда научных работ.
- Внёс огромный вклад в развитие югославского библиографоведения и библиотековедения.